# Myrmecina butteli
Myrmecina butteli är en myrart som beskrevs av Auguste-Henri Forel 1913. Myrmecina butteli ingår i släktet Myrmecina och familjen myror. Inga underarter finns listade i Catalogue of Life.